# Джаяварман IV
Джаяварман IV (кхмер. ជ័យវរ្ម័នទី៤) — правитель Кхмерської імперії.

## Життєпис
Був сином Махендрадеві, дочки Індравармана I. Одружився зі своєю тіткою Джаядеві, сестрою Ясовармана I.
921 року, наприкінці правління Гаршавармана I, Джаяварман IV висунув претензії на престол, а потім залишив столицю й вирішив створити свій власний центр влади за 70 км на північний схід, збудувавши власну столицю, нині відому як Кох Кер.
Брат Гаршавармана I Ішанаварман II так і не зміг відновити єдність влади та забрати її у самозванця. Після смерті Ішанавармана 928 року Джаяварман став єдиним правителем Кхмерської імперії.